# 閉伊花輪氏
閉伊花輪氏（へい はなわし）は、現在の岩手県中部にあたる、陸奥国閉伊郡を本拠とした花輪姓の氏族。島為頼の末裔・閉伊光頼を遠祖とし、花輪一朝を祖とする。

## 歴史
花輪一朝の父 閉伊十郎左衛門朝重の時、天正15年（1587年）に閉伊郡花輪館（宮古市）に移住、一朝の代に花輪氏を称する。

## 系譜
```
《異姓之二十》
花輪氏　
本名佐々木　刈屋　田鎖
　箱石　刈屋
　姓為頼嫡男　紋四目結　五七桐　笹輪堂

　　
花輪徳之助門家

　　陸奧守武者所
　　　　　為頼
　　　　　┃
　　　　　出羽守
　　　　　家朝
　　　　　┃
　　　　　遠江陸
　　　　　為頼
　　　　　┃
　　　　　中務太輔
　　　　　光朝
　　　　　┃
　　　閉伊十郎左衛門尉
　　　　　光頼
　　　　　┃
　　　　　十郎
　　　　　親光
　　　　　┃
　　　　　左衛門尉
　　　　　為延
　　　　　┃
　　　　　十郎左衛門
　　　　　久朝
　　　　　┃
　　　　　十郎左衛門
　　　　　朝重
　　　　　┃
　　　花輪安房
　　　　　一朝
　　　　　┃
　　　花輪内膳
　　　　　政朝
　　　　　┃
```